# 부유생물학
부유생물학(浮游生物學, planktology)은 부유생물에 관한 것을 연구하는 학문이다.

## 같이 보기
- 해양생물학